# Xianshanosaurus
Genre
Espèce
Xianshanosaurus est un genre de dinosaures sauropodes du début du Crétacé supérieur découvert en Chine.
L'espèce type et seule espèce, Xianshanosaurus shijiagouensis, a été décrite en 2009 par une équipe de paléontologues chinois menée par Lü Junchang.

## Classification
Le genre est classé chez les titanosaures et se rapprocherait du Malawisaurus.